# Эль-Тигре

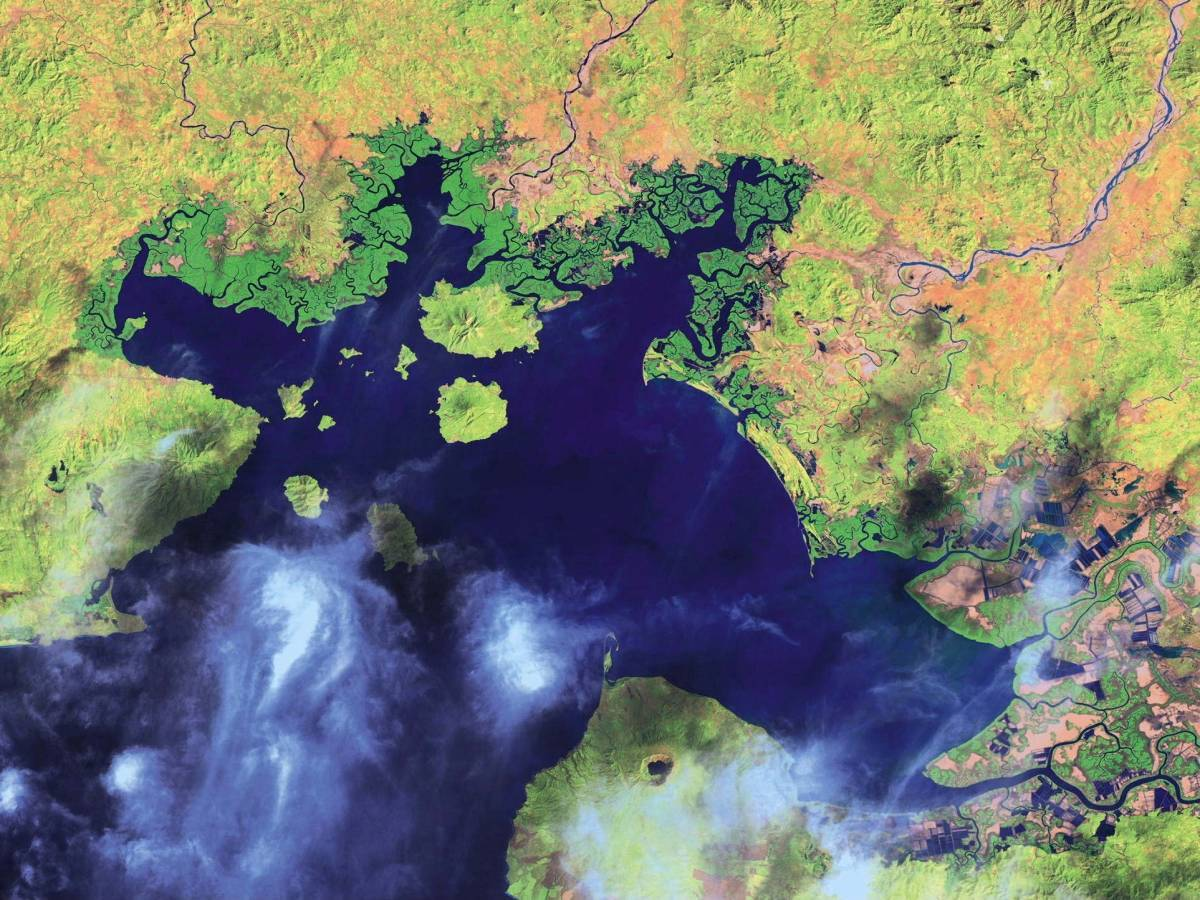
Залив Фонсека и остров Эль-Тигре со спутника

Эль-Тигре (исп. El Tigre, с исп. Тигр) — вулкан на одноимённом острове в Гондурасе, в заливе Фонсека. Вместе с соседним островом Сакате-Гранде относится к муниципалитету Амапала департамента Валье. На острове проживает 5432 чел. (2001).
Остров находится в 10 км от побережья Гондураса. Площадь — 20 км². Высота вулкана — 783 м. Диаметр — 5 км. Эль-Тигре является самым южным вулканом Гондураса.